# Colus stimpsoni
Colus stimpsoni, tên tiếng Anh: Stimpson's colus, là một loài ốc biển, là động vật thân mềm chân bụng sống ở biển trong họ Buccinidae.